# Partecipanti al Giro d'Italia 2001
Elenco dei partecipanti al Giro d'Italia 2001.
Il Giro d'Italia 2001 fu l'ottantaquattresima edizione della corsa. Alla competizione presero parte 18 squadre, ciascuna delle quali composta da nove corridori, per un totale di 180 ciclisti. La corsa partì il 19 maggio da Montesilvano e terminò il 10 giugno a Milano; in quest'ultima località portarono a termine la competizione 136 corridori. 

## Corridori per squadra
Nota: R ritirato, NP non partito, FT fuori tempo, SQ squalificato.
| Mapei-Quick Step             | Mapei-Quick Step             | Mapei-Quick Step             | iBanesto.com                        | iBanesto.com                        | iBanesto.com                        | ONCE-Eroski                  | ONCE-Eroski                  | ONCE-Eroski                  |
| ---------------------------- | ---------------------------- | ---------------------------- | ----------------------------------- | ----------------------------------- | ----------------------------------- | ---------------------------- | ---------------------------- | ---------------------------- |
| 1                            | Stefano Garzelli             | NP 14ª                       | 71                                  | José Luis Arrieta                   | 29º                                 | 141                          | Abraham Olano                | 2º                           |
| 2                            | Rinaldo Nocentini            | 66º                          | 72                                  | Marzio Bruseghin                    | 16º                                 | 142                          | René Andrle                  | 62º                          |
| 3                            | Manuel Beltrán               | NP 14ª                       | 73                                  | Pablo Lastras                       | 49º                                 | 143                          | José Azevedo                 | 5º                           |
| 4                            | Davide Bramati               | 92º                          | 74                                  | David Navas                         | 88º                                 | 144                          | Francisco Tomás García       | R 13ª                        |
| 5                            | Luca Scinto                  | 109º                         | 75                                  | David Latasa                        | 35º                                 | 145                          | Álvaro González de Galdeano  | 70º                          |
| 6                            | Paolo Fornaciari             | 112º                         | 76                                  | Jon Odriozola                       | 59º                                 | 146                          | Jan Hruška                   | 47º                          |
| 7                            | Paolo Lanfranchi             | 41º                          | 77                                  | Unai Osa                            | 3º                                  | 147                          | Isidro Nozal                 | 68º                          |
| 8                            | Andrea Noè                   | 6º                           | 78                                  | Leonardo Piepoli                    | NP 6ª                               | 148                          | Miguel Ángel Peña            | R 8ª                         |
| 9                            | Stefano Zanini               | 93º                          | 79                                  | César Solaun                        | 28º                                 | 149                          | Joaquim Rodríguez            | 80º                          |
| Alessio                      | Alessio                      | Alessio                      | Kelme-Costa Blanca                  | Kelme-Costa Blanca                  | Kelme-Costa Blanca                  | Saeco Macchine per Caffè     | Saeco Macchine per Caffè     | Saeco Macchine per Caffè     |
| 11                           | Stefano Casagranda           | 108º                         | 81                                  | Laurent Desbiens                    | 102º                                | 151                          | Mario Cipollini              | 107º                         |
| 12                           | Davide Casarotto             | 96º                          | 82                                  | José Cuenca Martinez                | R 4ª                                | 152                          | Biagio Conte                 | 127º                         |
| 13                           | Pietro Caucchioli            | 9º                           | 83                                  | Alexis Rodríguez                    | 69º                                 | 153                          | Laurent Dufaux               | 40º                          |
| 14                           | Ivan Gotti                   | 7º                           | 84                                  | Francisco León                      | 31º                                 | 154                          | Massimiliano Mori            | 119º                         |
| 15                           | Martin Hvastija              | 105º                         | 85                                  | Gustavo Otero                       | NP 6ª                               | 155                          | Pavel Padrnos                | 38º                          |
| 16                           | Ruslan Ivanov                | 39º                          | 86                                  | Joaquín López                       | 57º                                 | 156                          | Fabio Sacchi                 | R 20ª                        |
| 17                           | Endrio Leoni                 | NP 17ª                       | 87                                  | Jesús Manzano                       | R 6ª                                | 157                          | Paolo Savoldelli             | 14º                          |
| 18                           | Aleksandr Šefer              | 25º                          | 88                                  | Carlos García Quesada               | R 6ª                                | 158                          | Mario Scirea                 | 121º                         |
| 19                           | Mauro Zanetti                | 17º                          | 89                                  | Juan José de los Ángeles            | R 3ª                                | 159                          | Francesco Secchiari          | 48º                          |
| Alexia Alluminio             | Alexia Alluminio             | Alexia Alluminio             | Lampre-Daikin                       | Lampre-Daikin                       | Lampre-Daikin                       | Selle Italia-Pacific         | Selle Italia-Pacific         | Selle Italia-Pacific         |
| 21                           | Dario Andriotto              | 130º                         | 91                                  | Gilberto Simoni                     | 1º                                  | 161                          | Hernán Buenahora             | 13º                          |
| 22                           | Andrea Brognara              | 131º                         | 92                                  | Oscar Camenzind                     | 27º                                 | 162                          | José Castelblanco            | 15º                          |
| 23                           | Pascal Hervé                 | NP 17ª                       | 93                                  | Massimo Codol                       | 37º                                 | 163                          | Carlos Alberto Contreras     | 8º                           |
| 24                           | Marco Magnani                | 18º                          | 94                                  | Sergio Barbero                      | NP 12ª                              | 164                          | Freddy González              | 46º                          |
| 25                           | Gianluca Valoti              | 51º                          | 95                                  | Mariano Piccoli                     | 87º                                 | 165                          | Ruber Marín                  | 110º                         |
| 26                           | Mario Manzoni                | 116º                         | 96                                  | Simone Bertoletti                   | 82º                                 | 166                          | Fortunato Baliani            | 32º                          |
| 27                           | Ivan Quaranta                | 129º                         | 97                                  | Juan Manuel Gárate                  | 20º                                 | 167                          | Leonardo Scarselli           | 120º                         |
| 28                           | Eddy Serri                   | 134º                         | 98                                  | Maximilian Sciandri                 | 58º                                 | 168                          | Gianluca Tonetti             | R 8ª                         |
| 29                           | Marco Villa                  | 133º                         | 99                                  | Gabriele Missaglia                  | 60º                                 | 169                          | John Freddy García           | R 8ª                         |
| Bonjour                      | Bonjour                      | Bonjour                      | Liquigas-Pata                       | Liquigas-Pata                       | Liquigas-Pata                       | Tacconi Sport-Vini Caldirola | Tacconi Sport-Vini Caldirola | Tacconi Sport-Vini Caldirola |
| 31                           | Jean-Cyril Robin             | R 14ª                        | 101                                 | Davide Rebellin                     | NP 14ª                              | 171                          | Giuseppe Di Grande           | NP 20ª                       |
| 32                           | Franck Bouyer                | R 13ª                        | 102                                 | Serhij Hončar                       | 4º                                  | 172                          | Peter Luttenberger           | 12º                          |
| 33                           | Pascal Deramé                | R 20ª                        | 103                                 | Marco Zanotti                       | 117º                                | 173                          | Paolo Bossoni                | 104º                         |
| 34                           | Thomas Voeckler              | 135º                         | 104                                 | Denis Zanette                       | 101º                                | 174                          | Ruggero Borghi               | 34º                          |
| 35                           | Noan Lelarge                 | R 10ª                        | 105                                 | Gorazd Štangelj                     | 72º                                 | 175                          | Diego Ferrari                | 106º                         |
| 36                           | Frédéric Mainguenaud         | R 20ª                        | 106                                 | Stefano Cattai                      | 67º                                 | 176                          | Mauro Gerosa                 | 77º                          |
| 37                           | Damien Nazon                 | NP 8ª                        | 107                                 | Ellis Rastelli                      | 85º                                 | 177                          | Nicola Miceli                | R 4ª                         |
| 38                           | Mickaël Pichon               | R 9ª                         | 108                                 | Gianni Faresin                      | 19º                                 | 178                          | Zoran Klemenčič              | R 13ª                        |
| 39                           | Fabrice Salanson             | R 8ª                         | 109                                 | Mirko Marini                        | 113º                                | 179                          | Andrej Hauptman              | 56º                          |
| Cantina Tollo-Acqua & Sapone | Cantina Tollo-Acqua & Sapone | Cantina Tollo-Acqua & Sapone | Lotto-Adecco                        | Lotto-Adecco                        | Lotto-Adecco                        | Team Colpack-Astro           | Team Colpack-Astro           | Team Colpack-Astro           |
| 41                           | Danilo Di Luca               | 24º                          | 111                                 | Mario Aerts                         | 63º                                 | 181                          | Fabio Bulgarelli             | 71º                          |
| 42                           | Gabriele Colombo             | 65º                          | 112                                 | Christophe Brandt                   | 42º                                 | 182                          | Matteo Carrara               | 111º                         |
| 43                           | Roberto Conti                | 55º                          | 113                                 | Jeroen Blijlevens                   | 99º                                 | 183                          | Michele Colleoni             | 76º                          |
| 44                           | Massimiliano Gentili         | 22º                          | 114                                 | Hans De Clercq                      | 126º                                | 184                          | Alessandro Cortinovis        | 90º                          |
| 45                           | Filippo Simeoni              | R 7ª                         | 115                                 | Glenn D'Hollander                   | R 8ª                                | 185                          | Gianni Gobbini               | NP 7ª                        |
| 46                           | Alessandro Spezialetti       | 64º                          | 116                                 | Niko Eeckhout                       | R 8ª                                | 186                          | Denis Lunghi                 | 61º                          |
| 47                           | Guido Trenti                 | 124º                         | 117                                 | Kurt Van Lancker                    | 78º                                 | 187                          | Rafael Mateos                | R 7ª                         |
| 48                           | Sergej Jakovlev              | 53º                          | 118                                 | Rik Verbrugghe                      | NP 19ª                              | 188                          | Renzo Mazzoleni              | 83º                          |
| 49                           | Cristian Pepoli              | 103º                         | 119                                 | Ief Verbrugghe                      | 122º                                | 189                          | Hidenori Nodera              | NP 13ª                       |
| Ceramiche Panaria-Fiordo     | Ceramiche Panaria-Fiordo     | Ceramiche Panaria-Fiordo     | Mercatone Uno-Stream TV             | Mercatone Uno-Stream TV             | Mercatone Uno-Stream TV             | Team Deutsche Telekom        | Team Deutsche Telekom        | Team Deutsche Telekom        |
| 51                           | Giuliano Figueras            | 10º                          | 121                                 | Marco Pantani                       | NP 19ª                              | 191                          | Jan Ullrich                  | 52º                          |
| 52                           | Nathan O'Neill               | NP 6ª                        | 122                                 | Daniel Clavero                      | 26º                                 | 192                          | Alberto Elli                 | 54º                          |
| 53                           | Volodymyr Duma               | 36º                          | 123                                 | Ermanno Brignoli                    | 97º                                 | 193                          | Giuseppe Guerini             | 44º                          |
| 54                           | Michele Coppolillo           | 136º                         | 124                                 | Marco Velo                          | 11º                                 | 194                          | Kai Hundertmarck             | 98º                          |
| 55                           | Enrico Degano                | R 11ª                        | 125                                 | Marcello Siboni                     | 84º                                 | 195                          | Danilo Hondo                 | 91º                          |
| 56                           | Julio Alberto Pérez Cuapio   | 45º                          | 126                                 | Gianpaolo Mondini                   | 74º                                 | 196                          | Matthias Kessler             | 23º                          |
| 57                           | Domenico Romano              | 125º                         | 127                                 | Daniele De Paoli                    | 21º                                 | 197                          | Kevin Livingston             | 114º                         |
| 58                           | Antonio Varriale             | 86º                          | 128                                 | Riccardo Forconi                    | NP 17ª                              | 198                          | Giovanni Lombardi            | 89º                          |
| 59                           | Tom Leaper                   | R 8ª                         | 129                                 | Simone Borgheresi                   | 95º                                 | 199                          | Roberto Sgambelluri          | 33º                          |
| Fassa Bortolo                | Fassa Bortolo                | Fassa Bortolo                | Mobilvetta Design-Formaggi Trentini | Mobilvetta Design-Formaggi Trentini | Mobilvetta Design-Formaggi Trentini |                              |                              |                              |
| 61                           | Fabio Baldato                | 79º                          | 131                                 | Alberto Ongarato                    | 115º                                |                              |                              |                              |
| 62                           | Wladimir Belli               | R                            | 132                                 | Massimo Strazzer                    | 94º                                 |                              |                              |                              |
| 63                           | Francesco Casagrande         | NP 2ª                        | 133                                 | Moreno Di Biase                     | 118º                                |                              |                              |                              |
| 64                           | Dario Frigo                  | NP 20ª                       | 134                                 | Uroš Murn                           | 81º                                 |                              |                              |                              |
| 65                           | Dmitrij Konyšev              | 75º                          | 135                                 | Michele Gobbi                       | 128º                                |                              |                              |                              |
| 66                           | Andrea Peron                 | 43º                          | 136                                 | Devis Miorin                        | 123º                                |                              |                              |                              |
| 67                           | Roberto Petito               | 100º                         | 137                                 | Timothy Jones                       | 73º                                 |                              |                              |                              |
| 68                           | Matteo Tosatto               | 50º                          | 138                                 | José Jaime González                 | R 8ª                                |                              |                              |                              |
| 69                           | Tadej Valjavec               | 30º                          | 139                                 | Domenico Gualdi                     | 132º                                |                              |                              |                              |

### Legenda
| Legenda          | Legenda | Legenda        | Legenda                                                  |
| ---------------- | --- | -------------- | -------------------------------------------------------- |
| Dorsale          | Dorsale di partenza del ciclista | Posizione      | Posizione finale nella classifica generale               |
| Maglia rosa      | Indica il vincitore della classifica generale                                                                                        | Maglia verde   | Indica il vincitore della classifica dei GPM             |
| Maglia ciclamino | Indica il vincitore della classifica a punti                                                                                         | Maglia azzurra | Indica il vincitore della classifica intergiro           |
| NP               | Indica un ciclista che non è ripartito in una tappa la mattina                                                                       | R              | Indica un ciclista che si è ritirato in una tappa        |
| FTM              | Indica un ciclista che ha concluso una tappa fuori tempo, ossia ha impiegato più tempo rispetto a quanto stabilito dal tempo massimo | EX             | Corridore escluso per non aver rispettato il regolamento |

## Corridori per nazione
Le nazionalità rappresentate nella manifestazione sono 22; in tabella il numero dei ciclisti suddivisi per la propria nazione di appartenenza:
| Numero ciclisti | Nazione                                                                                        |
| --------------- | ---------------------------------------------------------------------------------------------- |
| 97              | Italia                                                                                         |
| 25              | Spagna                                                                                         |
| 11              | Francia                                                                                        |
| 8               | Belgio                                                                                         |
| 7               | Colombia                                                                                       |
| 6               | Slovenia                                                                                       |
| 4               | Germania                                                                                       |
| 3               | Rep. Ceca                                                                                      |
| 2               | Australia, Kazakistan, Svizzera, Ucraina, Stati Uniti                                          |
| 1               | Austria, Gran Bretagna, Giappone, Messico, Moldavia, Paesi Bassi, Portogallo, Russia, Zimbabwe |